# تاروسكي شينغاكي
تاروسكي شينغاكي (新垣樽助 شينغاكي تاروسكي) هو مؤدي أصوات ياباني ولد في 18 يونيو 1976 في كوميجيما، أوكيناوا.

## أدواره في الأنمي

### مسلسلات أنمي تلفزيونية
- أكاديميتي للأبطال - ميريو توغاتا
- جانباريد أوركسترا - إيتارو ناغانو
- فيت/زيرو - كاريا ماتو
- التلميذ المتخلف في ثانوية السحر - شيغيرو سانادا
- إنجرس ذي أنيميشن - كريستوفر برانت
- معرض الفن المزيف - داريو
- بوبتيبيبيك - جوزيف الراشد (الحلقة 9B)
- فارس المنطقة - يوسكي سايكي
- أوشيو و تورا - إيزومي
- بيغ أوردر - أبراهام لوي فران
- ملحمة تانيا الآثمة - راغالد
- رحلة كينو (2017) - والد ساكورا
- يوغي 5D's - القائد كودا
- بونغو ستراي دوغز - ناثانيال إتش
- هاكيو هوشين إنغي - لي سي
- هاناساكو إيروها - تاميو أوشيميزو
- توكين رانبو: هانامارو - هيشيكيري هاسيبي، ناغاسوني كوتيتسو
- توكين رانبو: هانامارو: الموسم الثاني - هيشيكيري هاسيبي، ناغاسوني كوتيتسو
- قرية الضياع - دوزايمون، تورياسو
- مدينة الإبادة - إيجي
- ماجيكيون! رينيسانس - ماسانا إيتشيجوجي
- كاردفايت!! فانغارد (2018) - بلاستر بليد، عم توشيكي كاي
- سومو هينومارو - نوريهيرو ساينوياما
- مدينة الإبادة - إيجي

### أنمي الإنترنت
- النبلاء: الصحوة - كاديس إتراما دي رايزل

### أفلام أنمي
- التلميذ المتخلف في ثانوية السحر: الفتاة التي تنادي النجوم - شيغيرو سانادا

## أدواره في ألعاب الفيديو
- فاير إمبلم أويكينينغ - ستال، جيروم
- فاير إمبلم فيتس - سايزو
- ستريت فايتر V - رشيد

## أدواره في الدبلجة اليابانية
- كيف تفلت بجريمة قتل - ويس غيبنز
- ثندربولت فانتسي 2 - شاو كوانغ جوان

## وصلات خارجية
- تاروسكي شينغاكي على موقع IMDb (الإنجليزية)
- تاروسكي شينغاكي على موقع ميوزك برينز (الإنجليزية)
- تاروسكي شينغاكي على موقع قاعدة بيانات الفيلم (الإنجليزية)